# Zoí Fitsiu
Zoí Fitsiu (en griego: Ζωή Φίτσιου; Kozani, 14 de septiembre de 1995) es una deportista griega que compite en remo.
Participó en los Juegos Olímpicos de París 2024, obteniendo una medalla de bronce en la prueba de doble scull ligero.
Ganó una medalla de plata en el Campeonato Mundial de Remo de 2024 y cuatro medallas de plata en el Campeonato Europeo de Remo entre los años 2022 y 2025.

## Palmarés internacional
| Juegos Olímpicos   | Juegos Olímpicos        | Juegos Olímpicos  | Juegos Olímpicos        |
| Año                | Lugar                   | Medalla           | Prueba                  |
| ------------------ | ----------------------- | ----------------- | ----------------------- |
| 2024               | París (Francia)         | Medalla de bronce | Doble scull ligero      |
| Campeonato Mundial |                         |                   |                         |
| Año                | Lugar                   | Medalla           | Prueba                  |
| 2024               | St. Catharines (Canadá) | Medalla de plata  | Scull individual ligero |
| Campeonato Europeo |                         |                   |                         |
| Año                | Lugar                   | Medalla           | Prueba                  |
| 2022               | Múnich (Alemania)       | Medalla de plata  | Scull individual ligero |
| 2023               | Bled (Eslovenia)        | Medalla de plata  | Doble scull ligero      |
| 2024               | Szeged (Hungría)        | Medalla de plata  | Doble scull ligero      |
| 2025               | Plovdiv (Bulgaria)      | Medalla de plata  | Doble scull             |